# Tršnice (nádraží)
Tršnice jsou železniční stanice ve vesnici Tršnice, která je součástí Chebu. Nádražím prochází trať Chomutov–Cheb, a vychází z něj tratě Tršnice – Luby u Chebu. a Tršnice – Františkovy Lázně.

## Popis
Nádražní budova byla postavena v roce 1898. V roce 2020 zde probíhala oprava, budova dostala novou fasádu, střechu, úpravou prošly i veřejné prostory. Připravuje se i rekonstrukce nástupišť.
Ve stanici se nachází 6 nástupních hran. Cestujícím zde slouží čekárna, jež je umístěna v nádražní budově.[zdroj?] Informovanost o příjezdech vlaků zde zajištuje informační systém Remote 98 s hlasem Vlasty Veselé.